# Lệ phi
Lệ phi (phồn thể: 麗妃, giản thể: 丽妃) là một phong hiệu dành cho phi tần của Hoàng đế. Thường thì phong hiệu này dành cho các phi tần thuộc thước Phi (妃), hàng Chính nhị phẩm trở lên.
Vào những năm năm Đường sơ, hậu cung Hoàng đế có bốn phong hiệu được xếp bên dưới Hoàng hậu: Quý phi, Thục phi, Đức phi, và Hiền phi. Năm Khai Nguyên thứ 3 (715), Đường Minh Hoàng cải chế hậu cung, bổ sung phong hiệu Huệ phi (惠妃) và Lệ phi (麗妃), đặt ở hàng Chính nhất phẩm. Phong hiệu Lệ phi được tiếp tục sử dụng trong các thời nhà Kim, nhà Minh và nhà Thanh. 

## Nhà Đường
- Triệu Lệ phi (趙麗妃), phi tử của Đường Minh Hoàng, sinh mẫu của Phế Thái tử Lý Anh (李瑛).

## Nhà Kim
- Đường Quát Thạch Ca [zh] (唐括石哥), được phong hiệu Lệ phi (丽妃), phi tử của Kim Phế Đế Hoàn Nhan Lượng, sinh mẫu của Hoàn Nhan Thẩn Tư A Bổ (完顏矧思阿補).

## Nhà Minh
- Cát Lệ phi [zh] (葛丽妃), phi tử của Hồng Vũ Đế, sinh mẫu của Chu Di (朱㰘) và Chu Nam (朱楠).
- Trần Lệ phi [zh] (陈丽妃), phi tử của Vĩnh Lạc Đế.
- Hàn Lệ phi [zh] (韩丽妃), phi tử của Vĩnh Lạc Đế.
- Vương Lệ phi [zh] (王丽妃), phi tử của Hồng Hy Đế.
- Lý Lệ phi [zh] (李丽妃), phi tử của Hồng Hy Đế.
- Viên Lệ phi [zh] (袁丽妃), phi tử của Tuyên Đức Đế.
- Lưu Lệ phi [zh] (劉丽妃), phi tử của Minh Anh Tông.
- Chương Lệ phi [zh] (章丽妃), phi tử của Thành Hoá Đế.
- Diêm Quý phi [zh] (阎贵妃), từng mang phong hiệu Lệ phi (丽妃), phi tử của Gia Tĩnh Đế.
- Vương Lệ phi [zh] (王丽妃), phi tử của Gia Tĩnh Đế.

## Nhà Thanh
- Trang Tĩnh Hoàng quý phi, được phong làm Lệ phi (丽妃), phi tử của Hàm Phong Đế.